# Maria di Trastámara (regina di Napoli)
Maria Enríquez o Maria di Trastámara o Maria di Castiglia (in catalano: Maria de Castella, in castigliano: 
María de Trastámara; Segovia, 1º settembre 1401 – Valencia, 4 settembre 1458) è stata regina consorte di Aragona, Valencia, Sardegna, Maiorca e Sicilia, contessa consorte di Barcellona e delle contee catalane dal 1416 al 1458 e regina consorte di Napoli dal 1442 al 1458 (governatrice di Aragona Valencia e Catalogna dal 1420 al 1423 e dal 1432 alla sua morte).

## Origini familiari
Figlia primogenita del re di Castiglia e León, Enrico III di Trastàmara (1379-1406) - figlio del re di Castiglia e León Giovanni I (1358-1390) e di Eleonora d'Aragona (1358-1382), figlia del re della corona d'Aragona Pietro IV il Cerimonioso e della sua terza moglie Eleonora di Sicilia, figlia del re Pietro II di Sicilia - e di Caterina di Lancaster - figlia del duca di Lancaster, Giovanni (figlio quartogenito del re d'Inghilterra, Edoardo III e di Filippa di Hainaut) e di Costanza di Castiglia (figlia di Pietro I il Crudele e di Maria di Padilla).

## Biografia
Nel 1406, alla morte del padre, la madre e lo zio paterno Ferdinando, el de Antequera, divennero reggenti del regno di Castiglia per conto di suo fratello, Giovanni II, di circa due anni, come da espressa volontà del defunto Enrico III l'Infermo, padre di Giovanni II e Maria.
Nel 1408, Maria di Castiglia fu promessa in sposa ad Alfonso, figlio primogenito del reggente del Castiglia e León, e futuro re della corona d'Aragona e di Sicilia, Ferdinando (figlio secondogenito di Giovanni I e della sua prima moglie Eleonora di Aragona) e di Eleonora d'Alburquerque (1374 - 1435), figlia dell'infante Sancho di Castiglia, Conte di Alburquerque (figlio del re Alfonso XI di Castiglia e della sua amante, Eleonora di Guzmán e fratello del re Enrico II di Castiglia e fratellastro di Pietro I il Crudele) e di Beatrice del Portogallo (figlia del re del Portogallo, Pietro I il Giustiziere e della sua amante e presunta moglie segreta Inés de Castro).
Dopo il compromesso di Caspe (1412), suo zio, Ferdinando, divenne re della corona d'Aragona e sua madre Caterina rimase unica reggente. ma lasciando la Castiglia per recarsi in Aragona, Ferdinando lasciò i quattro figli maggiori, Alfonso, il maggiore, Maria (che nel 1408 era stata promessa in sposa al cugino Giovanni II di Castiglia), Giovanni (il futuro re d'Aragona e di Navarra, Giovanni II), ed Enrico, Gran Maestro dell'Ordine di Santiago, detti gli infanti d'Aragona, a sostituirlo alla guida della famiglia (Trastámara) reale di Castiglia.
Maria ben presto dovette recarsi in Aragona, dove si trovava Alfonso a causa della salute malferma del padre ed il 12 giugno del 1415, nella cattedrale di Valencia, Maria sposò Alfonso, e nel 1416, alla morte dello zio fu incoronata regina con Alfonso. L'unione, che non generò discendenza, fu infelice, e, dei quarantatre anni di matrimonio, Alfonso ne passò trenta in Italia, separato dalla consorte, dove prese almeno tre amanti e generò almeno quattro figli illegittimi.
Nel 1420, Alfonso il Magnanimo parti per la Sardegna, lasciando a Maria il compito di governare i regni di Aragona, Valencia e Maiorca e le contee catalane, dove dovette affrontare l'inizio delle lotte tra piccola nobiltà delle campagne ed i borghesi delle città.
Alfonso, dopo aver rafforzato la presenza aragonese in Sardegna e Corsica ed aver tentato, inutilmente, la conquista del regno di Napoli, rientrò a Barcellona, nel 1423, e dopo aver aiutato i fratelli, gli infanti d'Aragona, Giovanni ed Enrico nelle loro lotte in Castiglia, nel 1432, parti, lasciando nuovamente il governo a Maria, per portare la guerra ai musulmani, prima contro l'isola di Djerba (1432) e poi contro Tripoli (1434). Dopo essere rientrato per un breve periodo, in patria, Alfonso ripartì nel febbraio del 1435 e nonostante i ripetuti solleciti di Maria, anche dopo la conquista del regno di Napoli, non fece più ritorno in Aragona.
Maria, solo dopo pochi mesi dovette convocare le cortes, a Monzón, per affrontare il problema del pagamento del riscatto (che poi non sarà pagato) per Alfonso che era stato fatto prigioniero nella battaglia navale dell'isola di Ponza, del 5 agosto. Poi ripresero le lotte tra campagna e borghesia in Catalogna e nonostante la sua buona volontà la regina Maria non riuscì a risolvere il problema, che proseguirà anche durante il regno di suo cognato Giovanni, che succederà a suo marito Alfonso.
Nel 1447 gli ambasciatori francesi che erano andati a Barcellona, a reclamare il pagamento della dote promessa da Iolanda di Aragona, dovuta alla figlia, la regina di Francia, Maria d'Angiò, non avendo avuto soddisfazione dalla regina d'Aragona Maria (quale moglie e luogotenente del re di Aragona, Alfonso V), durante il viaggio di ritorno in Francia, occuparono la città di Perpignano, come pegno.
Nel 1453 Maria dovette lasciare la Catalogna per recarsi in Castiglia, dove si era riaccesa la guerra tra suo fratello, il re di Castiglia, Giovanni II di Castiglia e suo cognato Giovanni II di Aragona che aveva il comando dell'esercito aragonese. La sua opera di mediazione portò alla tregua di Valladolid.
Alfonso morì a Napoli nell'estate del 1458 e Maria, sempre alla guida del regno, morì a Valencia il 4 settembre dello stesso anno, senza discendenza. La corona d'Aragona passò al cognato, Giovanni, fratello di Alfonso, che divenne Giovanni II, mentre il regno di Napoli venne lasciato in eredità ad un figlio naturale di Alfonso, Ferdinando I di Napoli. Maria fu tumulata nel convento della Trinità a Valencia.

## Ascendenza
|                                            |                           |                          | Genitori                      |  |  | Nonni |  |  | Bisnonni               |  |  | Trisnonni               |  |
|                                            |                           |                          |                               |  |  |       |  |  | Enrico II di Castiglia |  |  | Alfonso XI di Castiglia |  |
|                                            |                           |                          |                               |  |  |       |  |  | Enrico II di Castiglia |  |  | Alfonso XI di Castiglia |  |
|                                            |                           | Eleonora di Guzmán       |                               |  |  |       |  |  | Enrico II di Castiglia |  |  |                         |  |
| Giovanni I di Castiglia                    |                           |                          |                               |  |  |       |  |  | Enrico II di Castiglia |  |  |                         |  |
|                                            |                           | Giovanna Manuele         | Giovanni Manuele di Castiglia |  |  |       |  |  |                        |  |  |                         |  |
|                                            |                           | Giovanna Manuele         | Giovanni Manuele di Castiglia |  |  |       |  |  |                        |  |  |                         |  |
|                                            |                           | Giovanna Manuele         | Bianca de La Cerda            |  |  |       |  |  |                        |  |  |                         |  |
| Enrico III di Castiglia                    |                           | Giovanna Manuele         |                               |  |  |       |  |  |                        |  |  |                         |  |
|                                            |                           | Pietro IV di Aragona     | Alfonso IV di Aragona         |  |  |       |  |  |                        |  |  |                         |  |
|                                            |                           | Pietro IV di Aragona     | Alfonso IV di Aragona         |  |  |       |  |  |                        |  |  |                         |  |
|                                            |                           | Pietro IV di Aragona     | Teresa di Entenza             |  |  |       |  |  |                        |  |  |                         |  |
| Eleonora d'Aragona e Sicilia               |                           | Pietro IV di Aragona     |                               |  |  |       |  |  |                        |  |  |                         |  |
|                                            |                           | Eleonora di Sicilia      | Pietro II di Sicilia          |  |  |       |  |  |                        |  |  |                         |  |
|                                            |                           | Eleonora di Sicilia      | Pietro II di Sicilia          |  |  |       |  |  |                        |  |  |                         |  |
|                                            |                           | Eleonora di Sicilia      | Elisabetta di Carinzia        |  |  |       |  |  |                        |  |  |                         |  |
| Maria di Castiglia                         |                           | Eleonora di Sicilia      |                               |  |  |       |  |  |                        |  |  |                         |  |
|                                            | Edoardo III d'Inghilterra | Edoardo II d'Inghilterra |                               |  |  |       |  |  |                        |  |  |                         |  |
|                                            | Edoardo III d'Inghilterra | Edoardo II d'Inghilterra |                               |  |  |       |  |  |                        |  |  |                         |  |
|                                            | Edoardo III d'Inghilterra | Isabella di Francia      |                               |  |  |       |  |  |                        |  |  |                         |  |
| Giovanni Plantageneto, I duca di Lancaster | Edoardo III d'Inghilterra |                          |                               |  |  |       |  |  |                        |  |  |                         |  |
|                                            |                           | Filippa di Hainaut       | Guglielmo I di Hainaut        |  |  |       |  |  |                        |  |  |                         |  |
|                                            |                           | Filippa di Hainaut       | Guglielmo I di Hainaut        |  |  |       |  |  |                        |  |  |                         |  |
|                                            |                           | Filippa di Hainaut       | Giovanna di Valois            |  |  |       |  |  |                        |  |  |                         |  |
| Caterina di Lancaster                      |                           | Filippa di Hainaut       |                               |  |  |       |  |  |                        |  |  |                         |  |
|                                            |                           | Pietro I di Castiglia    | Alfonso XI di Castiglia       |  |  |       |  |  |                        |  |  |                         |  |
|                                            |                           | Pietro I di Castiglia    | Alfonso XI di Castiglia       |  |  |       |  |  |                        |  |  |                         |  |
|                                            |                           | Pietro I di Castiglia    | Maria del Portogallo          |  |  |       |  |  |                        |  |  |                         |  |
| Costanza di Castiglia                      |                           | Pietro I di Castiglia    |                               |  |  |       |  |  |                        |  |  |                         |  |
|                                            |                           | Maria di Padilla         | Giovanni García di Padilla    |  |  |       |  |  |                        |  |  |                         |  |
|                                            |                           | Maria di Padilla         | Giovanni García di Padilla    |  |  |       |  |  |                        |  |  |                         |  |
|                                            |                           | Maria di Padilla         | Maria Fernández de Henestrosa |  |  |       |  |  |                        |  |  |                         |  |
|                                            |                           | Maria di Padilla         |                               |  |  |       |  |  |                        |  |  |                         |  |